# Ибарра, Серхио
Се́рхио Рамо́н Иба́рра Гусма́н (исп. Sergio Ramón Ibarra Guzmán; 11 января 1973, Рио-Куарто, Кордова, Аргентина) — аргентинский и перуанский футболист, завершивший игровую карьеру, выступал на позиции нападающего.

## Карьера
Хотя Ибарра и родился в Аргентине, почти всю свою карьеру он провёл в Перу, куда впервые, в 1992 году, в возрасте 21 года приехал играть за клуб «Циклиста Лима», выступавший в Первом дивизионе Перу.
Самым большим его достижением является победа его клуба «Сьенсиано» в Рекопе Южной Америки в 2004 году над аргентинским клубом «Бока Хуниорс» (1:1, по пенальти 4:2).
Аргентинский журнал «Эль Графико» объявил, что Серхио Ибарра является лучшим аргентинским игроком, который забил больше всех голов во всём мире. По мнению издания, нападающий превзошёл даже таких футболистов, как Карлос Тевес, Андрес Сильвера, Луис Альберто Бонэ и Хавьер Савиола.
2 марта 2008 года Ибарра стал рекордсменом чемпионата Перу, забив свой 193-й гол в матче за «Сьенсиано», превзойдя рекорд Освальдо Рамиреса в 192 гола. На данный момент на его счету уже 235 голов, что превышает предыдущий рекорд на 43 гола.
После 19 лет футбольной карьеры, 11 мая 2010 года состоялся дебют Ибарры как тренера «Сьенсиано». С 2012 года Серхио выступал за другой перуанский клуб — «Спорт Уанкайо». За два сезона он забил 30 голов в 71 матче чемпионата. В декабре 2014 года объявил о завершении игровой карьеры.

## Достижения
«Сьенсиано»
- Победитель Апертуры чемпионата Перу: 2005
- Победитель рекопы Южной Америки: 2004

### Личные
- Лучший бомбардир мира в высших лигах (235 голов): 2008

## Интересные факты
- Серхио Ибарра имеет сразу 3 прозвища: Checho, «Масло» и Shevchecho, в честь известного украинского футболиста Андрея Шевченко.
- Несмотря на слабые технические данные, удостоился звания лучшего бомбардира мира в национальных чемпионатах, а также часто становится лучшим бомбардиром своей команды.

## Статистика голов в высших лигах
| Клуб                    | Страна    | Голы |
| ----------------------- | --------- | ---- |
| Сьенсиано               | Перу      | 60   |
| Альянса Атлетико        | Перу      | 47   |
| Спорт Бойз              | Перу      | 30   |
| Мельгар                 | Перу      | 20   |
| Депортиво Ванка         | Перу      | 16   |
| Хуан Аурич              | Перу      | 15   |
| Университарио           | Перу      | 14   |
| Депортиво Мунисипаль    | Перу      | 13   |
| Хосе Гальвес            | Перу      | 12   |
| Эстудиантес де Медисина | Перу      | 9    |
| Унион Уараль            | Перу      | 7    |
| Спорт Уанкайо           | Перу      | 2    |
| Онсе Кальдас            | Колумбия  | 2    |
| Агила                   | Сальвадор | 1    |
| Итого                   | Итого     | 248  |

(откорректировано по состоянию на 20 апреля 2012)